# Treubella forsteriana
Treubella forsteriana là một loài thực vật có hoa trong họ Loranthaceae. Loài này được (Schult. & Schult. f.) Tiegh. miêu tả khoa học đầu tiên năm 1894.